# 德米特里·科兹洛夫斯基
德米特里·爱德华多维奇·科兹洛夫斯基（俄语：Дмитрий Эдуардович Козловский，1999年12月23日—），俄罗斯花样滑冰运动员，2019年欧洲锦标赛双人滑铜牌得主、2020年欧洲锦标赛双人滑金牌得主、2021年世界锦标赛双人滑铜牌得主、2022年欧洲锦标赛双人滑铜牌得主。